# Jan Albert Bakker
Jan Albert Bakker (* 4. November 1935 in Breda) ist ein niederländischer Prähistoriker.

## Leben
Bakker begann 1957 ein Studium der Vor- und Frühgeschichte an der Universiteit van Amsterdam. Zwischen 1968 und 1970 leitete er die Ausgrabung des Großsteingrabes Drouwenerveld (D26) bei Drouwen. 1972 promovierte er zum Thema The TRB Westgroup, Studies in the Chronology and Geography of the Makers of Hunebeds and Tiefstich Pottery. Bis zu seiner Emeritierung im Jahr 2000 lehrte und arbeitete er am Institut für Vor- und Frühgeschichte der Universiteit van Amsterdam, zuletzt als universitair hoofddocent (entspricht dem deutschen Akademischen Rat oder Hochschuldozent) für Vorgeschichte Nordwesteuropas.
Bakker ist seit 1990 Mitglied der Königlich Niederländischen Akademie der Wissenschaften. Zu seinen Forschungsschwerpunkten zählen die Trichterbecherkultur mit ihren megalithischen Grabanlagen, die frühneolithische Vlaardingen-Kultur, die mittlere und späte Bronzezeit in West-Friesland sowie die Archäologie von Gooiland.

## Schriften
Autor
- The TRB West Group. Studies in the Chronology and Geography of the Makers of Hunebeds and Tiefstich Pottery (= Cingula. 5). Universiteit van Amsterdam – Albert Egges van Giffen Instituut voor Prae- en Protohistorie, Amsterdam 1979, ISBN 90-70319-05-5 (Online).
- The Dutch Hunebedden. Megalithic Tombs of the Funnel Beaker Culture (= International Monographs in Prehistory. Archaeological Series. 2). International Monographs in Prehistory, Ann Arbor MI 1992, ISBN 1-879621-02-9.
- Megalithic Research in the Netherlands, 1547–1911. From ‘Giant’s Beds’ and ‘Pillars of Hercules’ to accurate investigations. Sidestone Press, Leiden 2010, ISBN 978-90-8890-034-1.

Herausgeber
- mit Simone B. C. Bloo, Monica K. Dütting: From Funeral Monuments to Household Pottery. Current advances in Funnel Beaker Culture (TRB/TBK) research. Proceedings of the Borger Meetings 2009, The Netherlands (= BAR. International Series. 2474). Archaeopress, Oxford 2013, ISBN 978-1-4073-1085-5.